# Falcon Motorsports
Falcon Motorsports – amerykański producent supersamochodów z siedzibą w Holly działający od 2009 roku.

## Historia
Rodzinne przedsiębiorstwo Falcon Motorsports założone zostało w amerykańskim miasteczku Holly w stanie Michigan z inicjatywy inżyniera i entuzjasty motoryzacji, Jeffa Lemke. W tym samym roku rozpoczęto prace nad własnej konstrukcji supersamochodem, którego rozwój trwał łącznie ponad dwa lata. Zapowiedzią jego rezultatu był prototyp Falcon F7 Concept, którego zaprezentowano oficjalnie w styczniu 2010 roku podczas wystawy samochodowej North American International Auto Show w Detroit. 
Dwa lata później na tych samych targach zadebiutował produkcyjny Falcon F7, przy którego premierze zapowiedziano plan skonstruowania limitowanej serii 10 egzemplarzy. Choć pierwotnie planowano skonstruowanie 10 egzemplarzy F7, ostatecznie firma była w stanie wyprodukować i dostarczyć do nabywców 7 sztuk supersamochodu. Proces produkcji Falcona F7 przedstawiony został w jednym z odcinków popularnego kanadyjskiego programu Jak to jest zrobione?.

## Modele samochodów

### Historyczne
- F7 (2012–2017)

### Studyjne
- Falcon F7 Concept (2010)